# Lanze von Lehringen

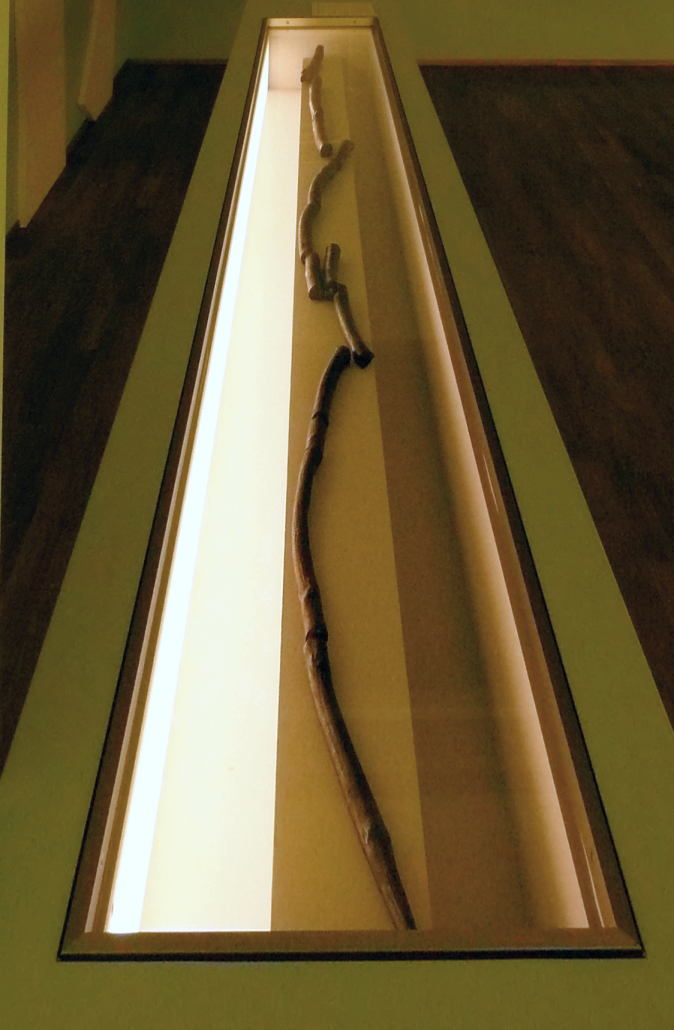
Lanze von Lehringen, Nachbildung im Niedersächsischen Landesmuseum in Hannover

Die Lanze von Lehringen ist ein 1948 nahe Lehringen in Niedersachsen entdeckter, 2,38 m langer Eibenholzspieß aus dem Mittelpaläolithikum, womit er dem Neandertaler zugewiesen werden kann. Heute wird der als „Lanze“ nicht ganz zutreffend bezeichnete, etwa 115.000 bis 120.000 Jahre alte Spieß im Historischen Museum Verden aufbewahrt. Eine Nachbildung findet sich im Niedersächsischen Landesmuseum in Hannover.

## Fundsituation
Anfang März 1948 wurden beim Abtragen einer Mergelgrube nahe Lehringen in etwa zwei Metern Tiefe zunächst das Skelett eines großen Tieres, dann auch Steingeräte und ein hölzerner Spieß entdeckt. Der überwiegende Teil des Fundgutes wurde in den nächsten Tagen zusammen mit dem Mergel abgefahren und damit vernichtet. Der heimatkundlich interessierte Mergelgruben-Besitzer Franz Werner rief, allerdings erst am 18. März, den Rektor im Ruhestand Alexander Rosenbrock herbei, um die Bergung der insgesamt nur noch zwei Loren durchzuführen. Inzwischen war der überwiegende Teil des Fundgutes abtransportiert und zum Teil von Schaulustigen mitgenommen worden. 
Besonders die Dokumentation des Befundes erwies sich aus archäologischer Sicht als mangelhaft. So wurden weder Lagepläne noch Fotos angefertigt. Bei dem Tier handelte es sich um einen Europäischen Waldelefanten (Palaeoloxodon antiquus), der seinerzeit auf ein Alter von 45 Jahren geschätzt wurde. Zwischen seinen Knochen fanden sich Bruchstücke eines insgesamt 2,15 m langen „Speeres“.

## Fundauseinandersetzung
An der Grabungsstelle besichtigten 1948 zwei archäologisch ausgebildete Mitarbeiter des hannoverschen Landesmuseums, die der Museumsleiter Karl Hermann Jacob-Friesen geschickt hatte, die Fundstücke und sahen bei dieser Gelegenheit zum ersten Mal die „Lanze“. Unter der Zusage, das Stück nur dem Präparator der Technischen Hochschule zu geben, händigte ihnen der frühere Rektor Alexander Rosenbrock die Holzstücke aus. Jacob-Friesen behauptete gegenüber dem Grubenbesitzer, dass dieser zwar als Finder das Verfügungsrecht habe, das Land Niedersachsen jedoch die Auslieferung verlangen könne. Nun forderten Rosenbrock und der Verdener Stadtrat den Speer unverzüglich zurück, was im Lande ein Novum bedeutete, denn bis dahin waren alle Funde von größerer Bedeutung im Landesmuseum deponiert worden. Das mangels Reaktion des Museums angerufene Bezirksverwaltungsgericht gab den Vorgang an den Kulturminister weiter, gegen den Alexander Rosenbrock nach einem weiteren Wartejahr klagte. Erst 1955 nach sieben Jahren kam der Spieß unter zahlreichen Auflagen nach Verden.

## Archäologische Untersuchungen und Interpretation
Die Skelettreste wurden als die eines ausgewachsenen Waldelefanten identifiziert. Zwischen seinen Rippen steckte ein „Speer“, bei dem es sich wohl eher um einen Spieß handelte, der aus Eibenholz bestand. Die Spitze aus dem gleichen Material war leicht versetzt angebracht worden. Sie muss dem Waldelefanten von vorne in den Brustkorb getrieben worden sein. Durch das Gewicht des darauf stürzenden Waldelefanten war der Spieß bei der Bergung halbkreisförmig gebogen, plattgedrückt und in elf Teile zerbrochen. Gebrauchs- und Politurspuren weisen darauf hin, dass der Spieß schon vor dem Ereignis vermutlich zu verschiedenen Zwecken benutzt worden war.
Bei den mindestens 28 gefundenen Steinartefakten handelt es sich um Abschläge aus baltischem Feuerstein. Auffällig ist das Fehlen von unbearbeitetem Feuerstein (Rohknollen) und fertigen Steinwerkzeugen. Mikroskopische Gebrauchsspurenanalysen wiesen an drei Abschlägen Fleischpolitur auf. Wahrscheinlich wurden die Abschläge vor Ort genutzt um den Waldelefanten zu zerlegen, es scheint sich aber nicht um einen Lagerplatz zu handeln.
Pollenanalysen wie auch der Waldelefant selbst weisen das Jagdereignis in das letzte Interglazial vor 128.000 bis 115.000 Jahren BP. Dieses Interglazial wird auch als Eem-Warmzeit bezeichnet und datiert in die Sauerstoff-Isotopenstufe 5e. Kulturell ist dies die Zeit des Mittelpaläolithikums, in der in Europa ausschließlich der Neandertaler lebte.
Durch das Jagdinventar von Lehringen konnte das erste Mal nachgewiesen werden, dass der Neandertaler aktiv Großwild jagte und sich dazu hölzerner Spieße bediente.
2025 wurde bekannt, dass unter der Leitung des prähistorischen Archäologen Thomas Terberger vom Niedersächsischen Landesamt für Denkmalpflege eine neue Untersuchung der Fundstücke durch ein Expertenteam mit moderner Technik und eine fachgerechte Restaurierung geplant sind.